# História da Inglaterra
A Inglaterra é o território mais extenso e mais povoado do Reino Unido. Habitada por povos celtas desde o século X a.C., a Inglaterra foi colonizada pelos Romanos entre 43 d.C. e princípios do século V. A partir de então começou a invasão de uma série de povos germânicos (anglos, saxões e jutos) que foram expulsando os celtas, parcialmente romanizados, até Gales, Escócia, Cornualha e a Bretanha francesa. No século X, depois de resistir a uma série de ataques viquingues, unificou-se politicamente. Depois da ascensão de Jaime VI da Escócia ao trono da Inglaterra, em 1603, e a anexação da Escócia pela Inglaterra em 1707, é mais apropriado diferenciar a história da Inglaterra da do resto da Grã-Bretanha.

## Pré-história

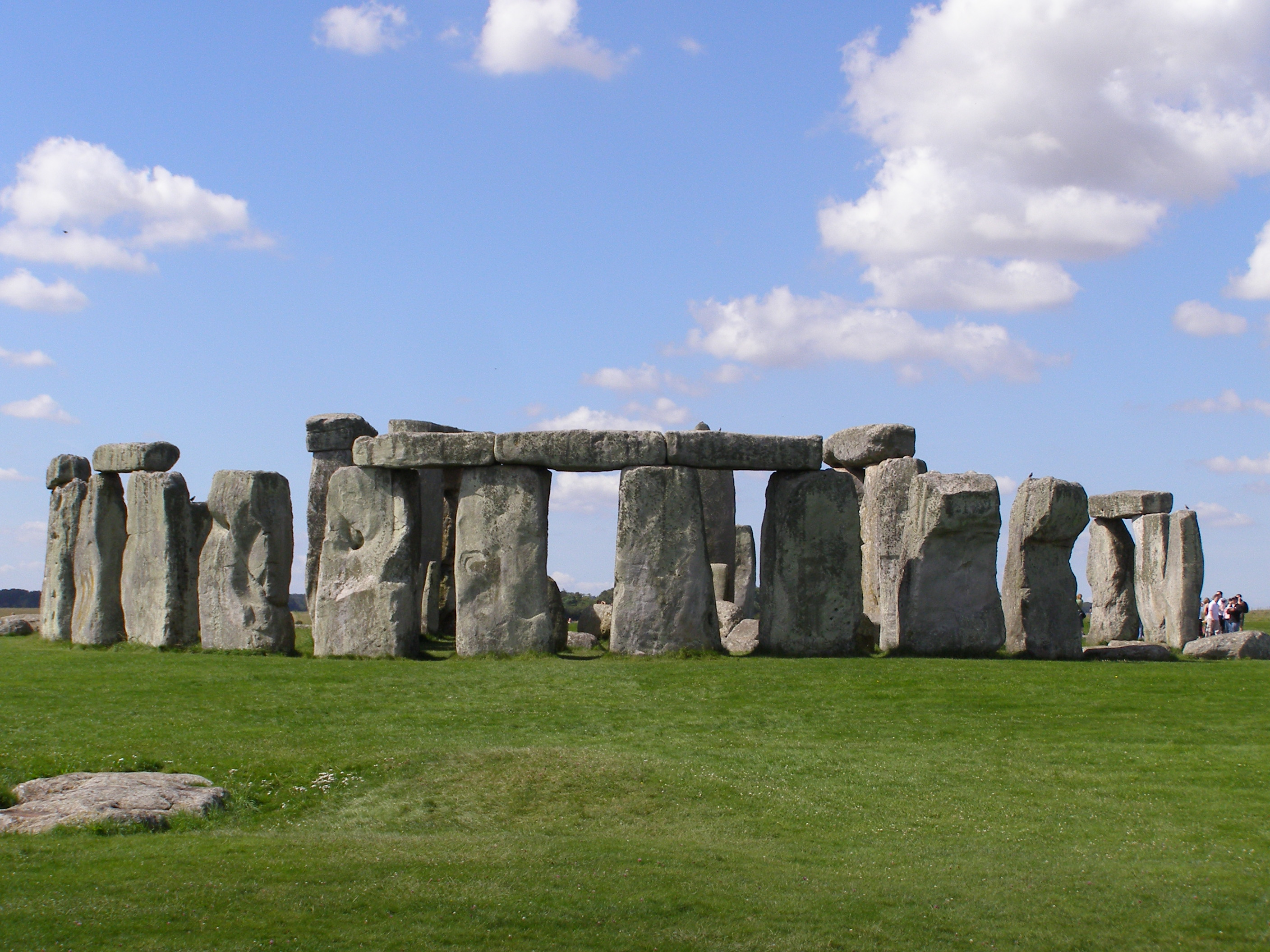
Stonehenge

Indícios arqueológicos demonstram que a área hoje conhecida como o sul da Inglaterra foi povoada bem antes do restante das Ilhas Britânicas, devido ao clima ameno entre e durante as diversas idades do gelo. Os habitantes pré-romanos da Grã-Bretanha não deixaram documentos escritos e suas história e cultura são estudadas por meio de achados arqueológicos. Conservam-se poucos indícios da civilização dos primeiros habitantes da ilha, como o monumento megalítico de Stonehenge, que data da Idade do Bronze (até 2 300 a.C.).
As técnicas de trabalho em ferro chegaram à Grã-Bretanha em cerca de 750 a.C., provenientes do sul da Europa, dando início à Idade do Ferro. Por volta de 500 a.C., a chamada cultura celta havia alcançado quase todas as Ilhas Britânicas. Os bretões da Idade do Ferro viviam em grupos tribais organizados, governados por um chefe.
A primeira menção histórica à região é do Périplo massaliota (Massaliote Periplus), um manual de navegação para comerciantes provavelmente datado do século VI a.C. Píteas de Massília nele escreveu sobre sua viagem de negócios à ilha em cerca de 325 a.C. Mais tarde, outros autores, tais como Plínio, o Velho, e Diodoro Sículo, mencionam o comércio de estanho proveniente do sul da ilha. 
Tácito registrou que a língua falada na Grã-Bretanha não era muito diferente da empregada na Gália setentrional e notou que as várias tribos britânicas possuíam características físicas semelhantes às dos seus vizinhos continentais.

## Britânia romana: invasão e ocupação

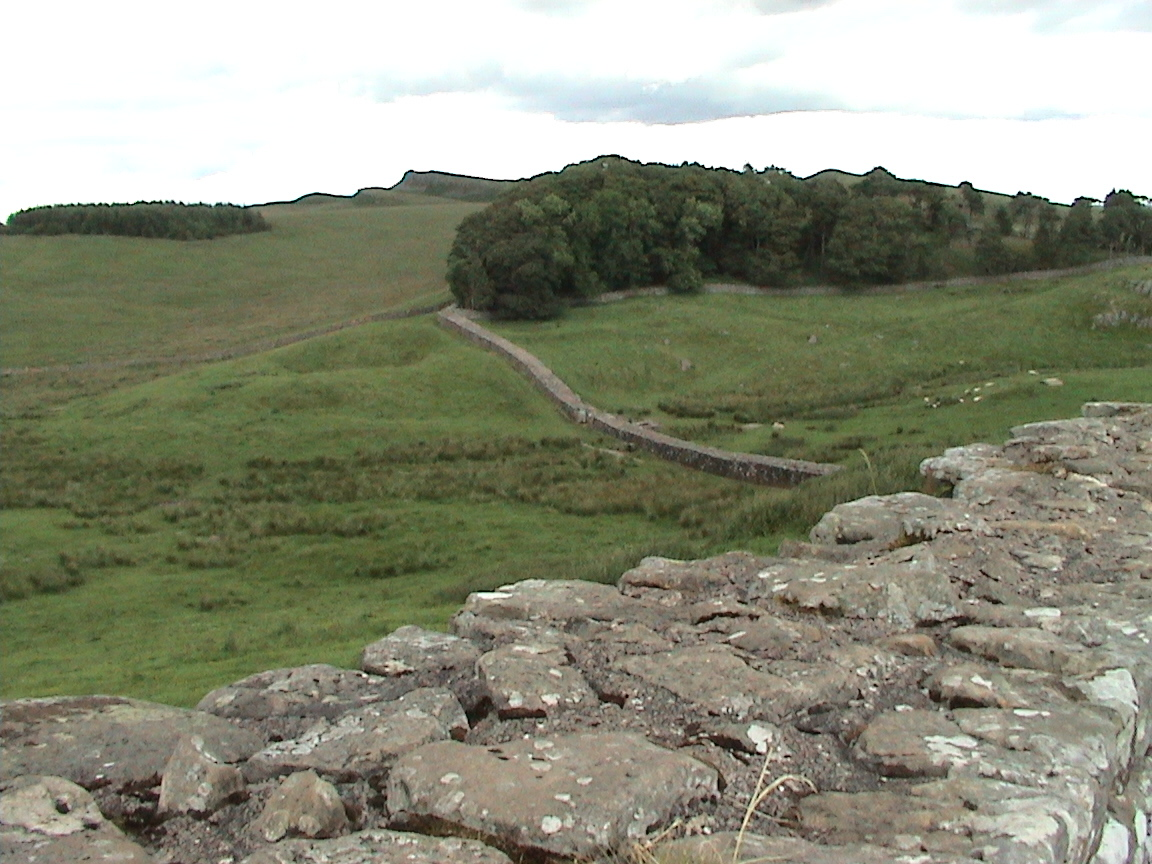
A Muralha de Adriano, no norte da Inglaterra

Em duas ocasiões, em 55 e 54 a.C., Júlio César invadiu a Britânia, mas não logrou conquistar território, limitando-se a estabelecer Estados-clientes. Em 43, Cláudio foi bem-sucedido em nova tentativa de invasão, dando início à província romana da Britânia.
Os britânicos defenderam sua terra, mas os romanos, militarmente superiores, conseguiram dominar a ilha. Iniciaram uma forte opressão contra o druidismo, religião mais popular no local na época.
Os romanos fundaram cidades, como Londres, e fortalezas, utilizando engenharia e arquitetura nunca antes vistas na Britânia. Também ergueram muralhas (como a de Adriano) que cruzavam a Grã-Bretanha de oeste para leste, cujo propósito era impedir incursões militares de tribos ao norte (no que é a atual Escócia) contra o território da província romana. A influência romana também foi muito forte na cultura religiosa britânica.   
Primeiro, a própria história de deuses celtas foi desaparecendo, transformando-os apenas em deuses romanos com nomes celtas (uma relação mais ou menos parecida com a da mitologia grega com a romana). Os romanos também levaram para a ilha o cristianismo que, quando da retirada das forças romanas no século V, já tinha força considerável na Grã-Bretanha. Depois, as próprias disputas internas aumentaram a influência do cristianismo, fazendo o druidismo desaparecer gradativamente e sem deixar muitos registros históricos, pois os druidas recusavam-se a escrever sobre seus dogmas e rituais. E no próprio povo britânico, até mesmo entre os nobres, era raríssima a prática da escrita.  
Júlio César esteve no sul da Grã-Bretanha entre 55 e 54 a.C. e escreveu em seu De Bello Gallico que a população local era numerosa e tinha muito em comum com as outras tribos da Idade do Ferro no continente. Curiosamente, há poucas fontes históricas referentes à ocupação romana da Grã-Bretanha. Apenas uma frase sobreviveu a respeito das razões para a construção da Muralha de Adriano. A invasão de Cláudio é bem documentada e Tácito incluiu a rebelião de Boadiceia, de 61, na sua história. Na altura do século V, a influência romana já havia declinado consideravelmente. As legiões deixaram a ilha, provavelmente na mesma época da invasão saxônica, descrita a seguir.

## Britânia pós-romana
Na esteira do colapso do governo romano em cerca de 410 na Grã-Bretanha, a atual Inglaterra foi progressivamente ocupada por povos germânicos. Conhecidos coletivamente como anglo-saxões, estes grupos incluíam jutos da Jutlândia, juntamente com um maior número de saxões, provenientes do noroeste da Alemanha, e anglos, provenientes do atual estado alemão de Eslésvico-Holsácia. Antes desses assentamentos, alguns frísios invadiram o leste da Grã-Bretanha durante os anos de 250.
Inicialmente, eles invadiram a Grã-Bretanha em meados do século V, continuando a fazê-lo por várias décadas. Os jutos parecem ter sido o principal grupo de colonizadores em Kent, na Ilha de Wight e partes da costa de Hampshire, enquanto os saxões predominaram em todas as outras áreas ao sul do Tâmisa e em Essex e Middlesex, e os anglos em Norfolk, Suffolk, Midlands e ao norte.
A população da Grã-Bretanha diminuiu drasticamente após o período romano. A redução parece ter sido causada principalmente pela peste e varíola. Sabe-se que a praga de Justiniano entrou para o mundo mediterrâneo no século VI e chegou pela primeira vez às ilhas britânicas em 544 ou 545, quando atingiu a Irlanda. O Annales Cambriae menciona a morte de Maglocuno, rei de Venedócia, desta peste em 547.

## As conquistas anglo-saxãs da Grã-Bretanha celta

Reinos e tribos na Grã-Bretanha, por volta do ano 600

Próximo ao ano de 495, na Batalha do Monte Badon, os britânicos infligiram uma severa derrota a um exército invasor anglo-saxão que interrompeu o avanço anglo-saxão para oeste por algumas décadas. Evidências arqueológicas recolhidas de cemitérios pagãos anglo-saxões sugerem que alguns dos seus assentamentos foram abandonados e a fronteira entre os invasores e os habitantes nativos foi recuada por algum tempo por volta do ano 500.
A expansão anglo-saxã foi retomada no século VI, embora a cronologia de sua evolução não seja clara. Um dos poucos eventos individuais que emerge com alguma clareza antes do século VII é a Batalha de Deorham, em 577, na qual uma vitória dos saxões ocidentais levou à captura de Cirencester, Gloucester e Bath, trazendo o avanço anglo-saxão para o Canal de Bristol e separando os britânicos do West Country dos de Gales. A vitória do Reino da Nortúmbria na Batalha de Chester, em torno de 616, pode ter tido um efeito semelhante separando os britânicos de Gales dos britânicos da Cúmbria.
A expansão gradual dos saxões pelo West Country continuou através dos séculos VII, VIII e IX. Enquanto isso, em meados do século VII, os anglos haviam empurrado os britânicos de volta para os limites aproximados do País de Gales atual, no oeste, para o rio Tamar, no sudoeste, e expandido para o norte até o rio Forth.

## Hierarquia e cristianização

Reinos da Grã-Bretanha por volta do ano 800

A cristianização da Inglaterra anglo-saxã começou por volta do ano 600, influenciada pelo cristianismo céltico a partir do noroeste e da Igreja Católica a partir do sudeste. Agostinho, o primeiro Arcebispo de Cantuária, assumiu o cargo em 597. No ano de 601, ele batizou o primeiro rei anglo-saxão cristão, Etelberto de Kent. O último rei anglo-saxão pagão, Penda de Mércia, morreu em 655. O último rei juto pagão, Arvaldo da Ilha de Wight, foi assassinado em 686. A missão anglo-saxã no continente decolou no século VIII, levando à cristianização de praticamente todo o Reino Franco por volta do ano 800.
Durante os séculos VII e VIII o poder oscilou entre os maiores reinos. Beda cita Etelberto de Kent como sendo dominante no final do século VI, mas o poder parece ter se deslocado em direção ao norte para o reino da Nortúmbria, que foi formada a partir da junção de Bernícia e Deira. Eduíno da Nortúmbria provavelmente manteve o domínio sobre grande parte da Grã-Bretanha, embora a influência de Beda na Nortúmbria deva ser considerada. Crises sucessórias significavam que a hegemonia nortumbriana não era constante e Mércia mantinha-se como um reino muito poderoso, especialmente no reinado de Penda. Duas derrotas essenciais terminaram com o domínio nortumbriano: a Batalha do Trent, em 679, contra Mércia, e a Batalha de Dunnichen, em 685, contra os pictos.
A chamada "Supremacia Mércia" dominou o século VIII, embora ela não tenha sido constante. Etelbaldo e Offa, os dois reis mais poderosos, alcançaram status elevado, na verdade, Offa foi considerado o chefe supremo do sul da Grã-Bretanha por Carlos Magno. Offa conseguiu reunir os recursos para construir o Dique de Offa, esta é a prova do seu poder. No entanto, a ascensão de Wessex e os desafios de reinos menores colocaram o poder de Mércia em cheque, e no início do século IX a "Supremacia de Mércia" tinha terminado. 
Este período tem sido descrito como a Heptarquia, embora este termo atualmente tenha saído do uso acadêmico. A palavra surgiu com base nos sete reinos, Nortúmbria, Mércia, Kent, Ânglia Oriental, Essex, Sussex e Wessex, que eram as principais organizações políticas do sul da Grã-Bretanha. Estudos mais recentes têm mostrado que outros reinos também eram politicamente importantes neste período: Hwicce, Magonsaete, Lindsey e Ânglia do Meio.

## As invasões vikings
A Crônica Anglo-Saxônica registra a incursão de 793 contra o mosteiro de Lindisfarne como ponto de partida na longa história de ataques viquingues contra a Grã-Bretanha. 
Após um período de saques e incursões, os viquingues começaram a colonizar a Inglaterra e ali comercializar. Chegaram em barcos com bons exércitos, em sua maioria dinamarqueses, e tomaram para si praticamente todos os reinos ingleses, que eram independentes. A partir do fim do século IX, governavam parte considerável do território inglês, no que era conhecido como o Danelaw.
Alfredo, o Grande impediu a invasão dos viquingues em seu reino, Wessex, por meio da construção de diversas fortalezas. Seu sucesso contra as incursões viquingues e a reorganização do reino por ele empreendida fizeram com que a história lhe outorgasse o epíteto "O Grande".

## O desafio viking e a ascensão de Wessex

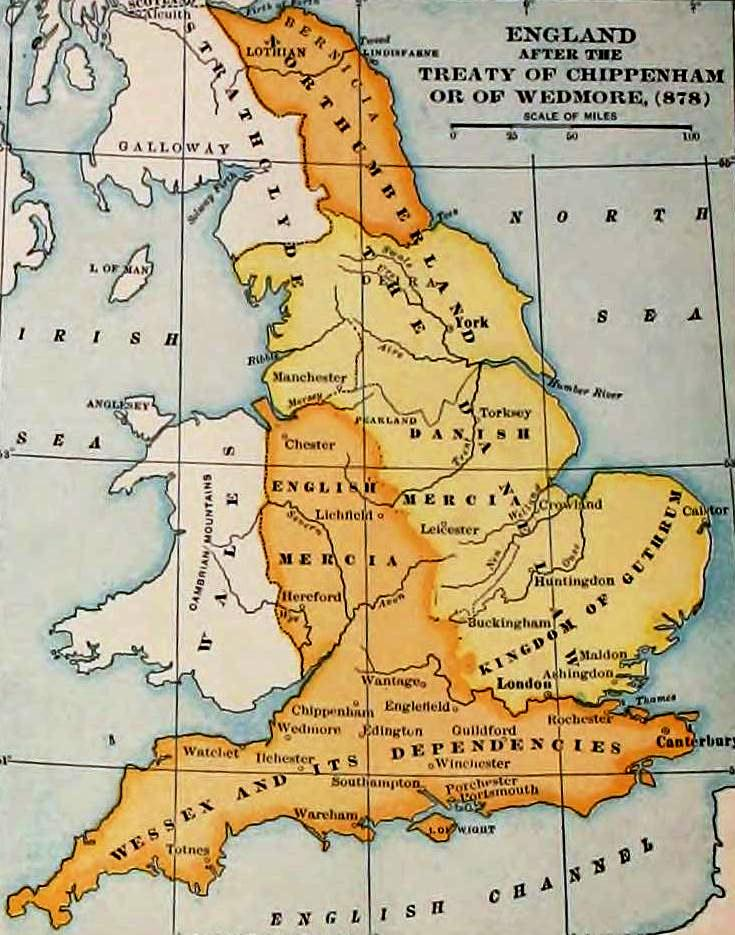
Inglaterra em 878

De acordo com as Crônicas Anglo-Saxãs, o primeiro ataque viking na Grã-Bretanha ocorreu em 793 no mosteiro de Lindisfarne. Entretanto, nesta época, os vikings já se encontravam, quase com certeza, bem estabelecidos em Orkney e Shetland, desta forma, é provável que muitos outros ataques (não registrados) tenham ocorrido antes. Registros mostram que o primeiro ataque viking em Iona ocorreu em 794. A chegada dos vikings, em especial do grande exército dinamarquês, desorganizou a geografia política e social da Grã-Bretanha e da Irlanda. A vitória de Alfredo, o Grande na Batalha de Ethandun, em 878, estancou o ataque dinamarquês, entretanto, naquela altura Nortúmbria tinha se transformado em Bernícia e um reino viking, Mércia tinha sido dividida ao meio e Ânglia Oriental tinha deixado de existir como uma organização política anglo-saxônica. Os vikings tiveram efeitos semelhantes sobre os vários reinos escoceses, pictos e, em menor grau, galeses. Certamente, no norte da Grã-Bretanha os vikings foram uma das razões por trás da formação do Reino de Alba, que viria a originar a Escócia. 
A conquista da Nortúmbria, noroeste da Mércia e Ânglia Oriental pelos dinamarqueses difundiu assentamentos dinamarqueses nestas áreas em larga escala. No início do século X, os governantes noruegueses de Dublim assumiram o controle do reino dinamarquês de Iorque. Assentamentos dinamarqueses e noruegueses tiveram impacto suficiente para deixar marcas significativas na língua inglesa, muitas palavras fundamentais do inglês moderno são derivadas do nórdico antigo, apesar das 100 palavras mais usadas no inglês moderno serem, em sua grande maioria, originárias do inglês antigo. Da mesma forma, muitos nomes de lugares em áreas de colonização dinamarquesa e norueguesa possuem raízes escandinavas.
Ao final do reinado de Alfred, em 899, ele era o único rei inglês remanescente, tendo reduzido Mércia a uma dependência de Wessex, governado por seu genro Etelredo. A Cornualha (Kernow) estava sujeita ao domínio de Wessex e os reinos galeses reconheceram Alfredo como seu suserano.

## Unificação inglesa

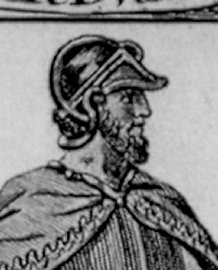
Edgar de Inglaterra

Alfredo de Wessex morreu em 899 e foi sucedido por seu filho Eduardo, o Velho. Eduardo, e seu cunhado Etelredo, a partir do que sobrou da Mércia, iniciou um programa de expansão, construção de fortalezas e cidades em um modelo Alfrediano. Com a morte de Etelredo, sua esposa Etelfleda, irmã de Eduardo, governou como "Senhora dos Mercianos" e continuou com a expansão. Parece que Eduardo teve seu filho Etelstano criado na corte da Mércia, e com a morte de Eduardo, Etelstano o sucedeu no reino de Mércia e, depois de algumas incertezas, em Wessex.
Etelstano continuou a expansão de seu pai e sua tia e foi o primeiro rei a alcançar regência direta do que nós consideramos hoje a Inglaterra. Os títulos atribuídos a ele em documentos e moedas sugerem um domínio ainda mais amplo. Sua expansão despertou mal-estar entre os outros reinos da Grã-Bretanha, em função disto, Etelstano derrotou um exército combinado escocês-viquingue na Batalha de Brunanburh. No entanto, a unificação da Inglaterra não era uma certeza. Sob governo dos sucessores de Etelstano, Edmundo e Edredo, os reis ingleses repetidamente perderam e reconquistaram o controle da Nortúmbria. No entanto, Edgar, que governou o mesmo território de Etelstano, consolidou o reino, que se manteve unido posteriormente.

## Inglaterra sob os dinamarqueses e a conquista normanda

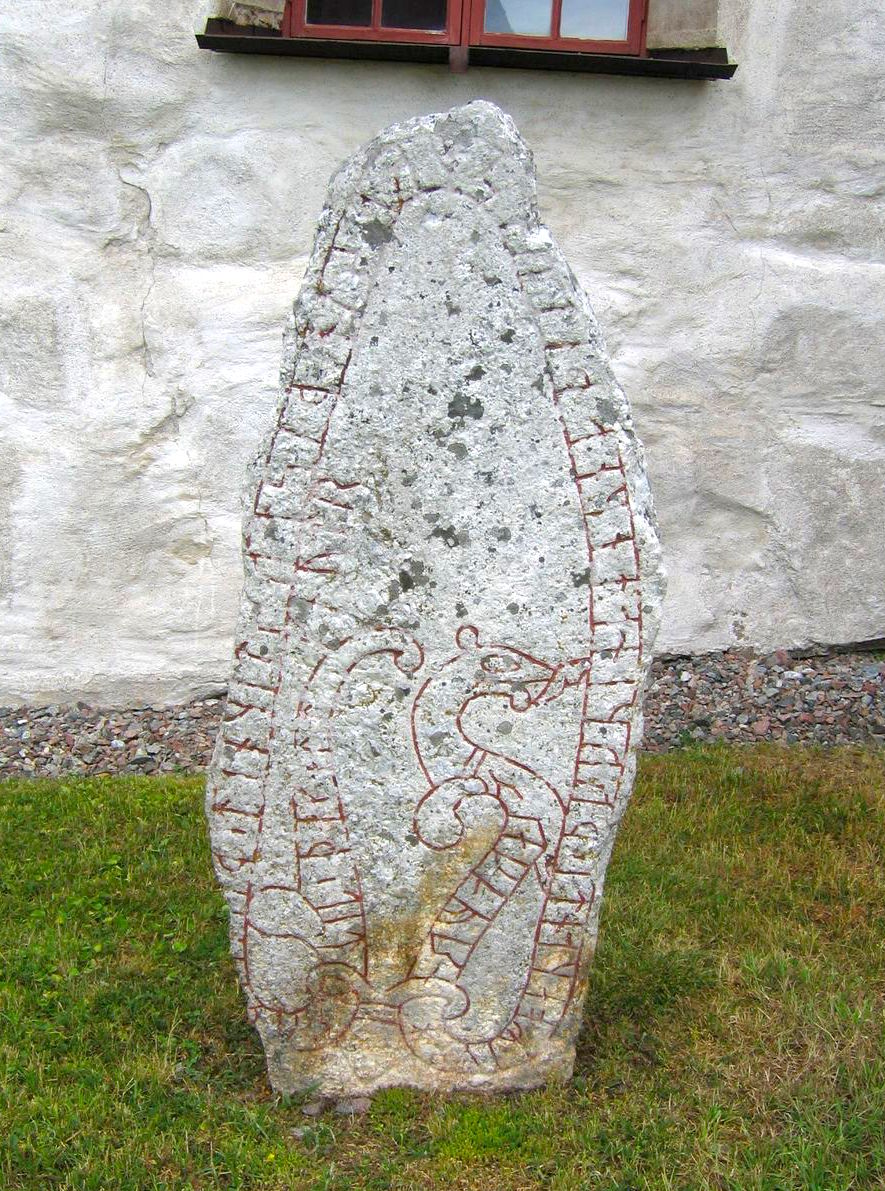
A pedra runa U 344 foi erguida em memória a um viquingue que foi à Inglaterra três vezes

Houve novos ataques escandinavos na Inglaterra no final do século X. Etelredo teve um longo reinado, mas por fim acabou perdendo seu reino para Sueno I da Dinamarca, recuperado após a morte deste último. No entanto, o filho de Etelberto, Edmundo II, morreu pouco depois, permitindo a Canuto, o Grande, filho de Sueno, tornar-se o rei de Inglaterra. Sob seu governo o reino se tornou o centro do governo de um império que também incluía a Dinamarca e a Noruega.
Canuto foi sucedido por seus filhos, mas, em 1042, a dinastia nativa foi restaurada com a ascensão de Eduardo, o Confessor. A falha de Eduardo em produzir um herdeiro gerou um conflito violento pela sucessão do reinado após sua morte em 1066. Suas lutas por poder contra Goduíno de Wessex, as reivindicações dos sucessores escandinavos de Canuto e as ambições dos normandos a quem Eduardo introduziu às questões políticas inglesas para reforçar sua própria posição, motivaram todos a competir pelo controle do reinado de Eduardo.
Haroldo Godwinson tornou-se rei, muito provavelmente nomeado por Eduardo, o Confessor em seu leito de morte e endossado pelo Witenagemot. Guilherme II da Normandia, Haroldo III da Noruega (auxiliado por Tostigo, irmão distante de Haroldo Godwinson) e Sueno II da Dinamarca todos reivindicaram o trono. De longe, a mais forte reivindicação hereditária foi a de Edgar, o Atelingo, porém, a sua juventude e aparente falta de aliados poderosos levou-o a ser preterido e não desempenhar um papel importante nas lutas de 1066, embora tenha-se tornado rei por um curto período de tempo pelo Witenagemot após a morte de Haroldo Godwinson. 
Em setembro de 1066, Haroldo III da Noruega desembarcou no norte da Inglaterra com uma força de aproximadamente 15 000 homens e 300 Dracares (50 homens em cada barco). Com ele estava Tostigo, que lhe havia prometido apoio. Haroldo Godwinson derrotou a força norueguesa, matando Haroldo III da Noruega e Tostigo na Batalha de Stamford Bridge. 
Em 28 de setembro de 1066, Guilherme II da Normandia invadiu a Inglaterra com uma força de normandos numa campanha conhecida como a conquista normanda. Em 14 de outubro, após ter marchado com seu exército esgotado todo o caminho de Yorkshire, Haroldo lutou contra os normandos na Batalha de Hastings, onde o exército da Inglaterra foi derrotado e Haroldo morto. Nova oposição a Guilherme em apoio a Edgar, o Atelingo logo sucumbiu, e Guilherme foi coroado rei no Natal de 1066. Nos cinco anos seguintes, ele enfrentou uma série de rebeliões inglesas em várias partes do país e uma invasão dinamarquesa hesitante, mas ele foi capaz de reprimir toda a resistência e estabelecer um governo duradouro.

## Inglaterra normanda

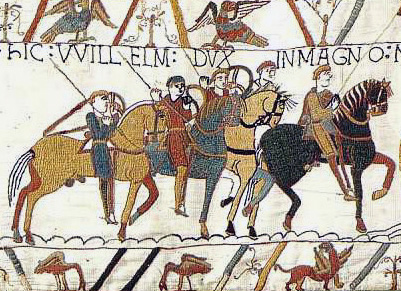
Cena da batalha de Hastings (1066), na tapeçaria de Bayeux

A conquista normanda levou a uma mudança radical na história do estado Inglês. Guilherme ordenou a compilação do Domesday Book, uma pesquisa de toda a população e suas terras e propriedades para fins de tributação, o que revela que, dentro de 20 anos da conquista, a classe dominante inglesa tinha sido quase completamente desapossada e substituída por proprietários normandos, que também monopolizaram todos os altos cargos do governo e da igreja. Guilherme e seus nobres falavam e conduziam a corte em francês normando, na Inglaterra, bem como na Normandia. O uso da língua anglo-normanda pela aristocracia resistiu por séculos e deixou uma marca indelével no quadril do inglês moderno.
A Idade Média inglesa foi caracterizada por guerras civis, guerras internacionais, insurreições ocasionais e intrigas políticas generalizadas entre a elite aristocrática e monárquica. A Inglaterra era mais do que auto-suficiente em cereais, produtos lácteos, carne bovina e de carneiro. A economia internacional do país era baseada no comércio de lã, onde a produção das pastagens de carneiros do norte da Inglaterra era exportada para as cidades têxteis de Flandres, onde era transformada em tecidos. A política externa medieval estava mais moldada pelas relações com a indústria têxtil flamenga do que pelas aventuras dinásticas no oeste da França. A indústria têxtil inglesa foi implantada no século XV, fornecendo a base para a rápida acumulação de capital inglesa.
Henrique I (r. 1100–1135), filho de Guilherme I, deu continuidade à política de integração. Durante o desastroso reinado de Estevão I, sobrinho do rei Henrique I, (r. 1135–1154), os barões feudais ganharam poder, instalou-se uma guerra civil e houve incursões galesas e escocesas. Com a morte de Henrique I, que havia nomeado a sua filha Matilde como sucessora ao trono, Estevão se autoproclamara rei. Em 1139, Matilde, que era casada com Conde de Anjou (Plantageneta), invadiu a ilha e capturou Estevão. Este último foi restaurado em 1148 e, por fim, chegou-se a um entendimento pelo qual ele seria sucedido no trono pelo filho de Matilde, Henrique de Anjou.
O filho de Matilde subiu ao trono como Henrique II e logrou centralizar o poder, afastando o país do feudalismo. Seu sucessor, Ricardo I Coração de Leão, dedicou-se à Terceira Cruzada e a defender seus territórios no continente contra Filipe II da França. Com a morte de Ricardo I, seu irmão João Sem Terra sucedeu-o. João perdeu a Normandia e outros territórios na França, além de hostilizar a nobreza feudal e a Igreja de tal maneira que estes, em 1215, revoltaram-se contra o rei e forçaram-no a assinar a Magna Carta, que impunha limites ao poder real.
Em 1216 com a morte de João, subiu ao trono seu filho Henrique III. Seu reinado tampouco foi brilhante. Caiu derrotado ante os franceses e se submeteu ao papado. Em 1258 instalou-se uma crise entre Henrique III e a nobreza inglesa, a qual forçou o rei a reafirmar os termos da Magna Carta e a jurar as chamadas Provisions of Oxford ("disposições de Oxford"), que entregaram o governo do país a um conselho com 15 integrantes e previa que o parlamento se reuniria três vezes ao ano. 
Henrique III tratou de anular os acordos com a ajuda do papa, mas não foi capaz de submeter a nobreza, o que conduziu a uma guerra civil. Em 1264 Simão V de Monforte fez prisioneiro Henrique III. O poder ficou, a princípio, nas mãos de Monforte, que exerceu uma forte ditadura. Em 1265 reuniu um novo parlamento. Mas em 1265, Monforte foi derrotado e morto pelo príncipe herdeiro Eduardo. Henrique III foi restaurado e dissolveu o parlamento.
Eduardo I (1272-1307) promulgou leis que restringiam o poder do governo e convocou os primeiros parlamentos oficialmente reconhecidos. Conquistou o País de Gales e procurou ganhar o controle da Escócia, plano este custoso e demorado e que foi finalmente abandonado após a derrota de seu filho e sucessor, Eduardo II, na batalha de Bannockburn.

### Guerra dos Cem Anos (1337-1453)
Ver também: Guerra dos Cem Anos

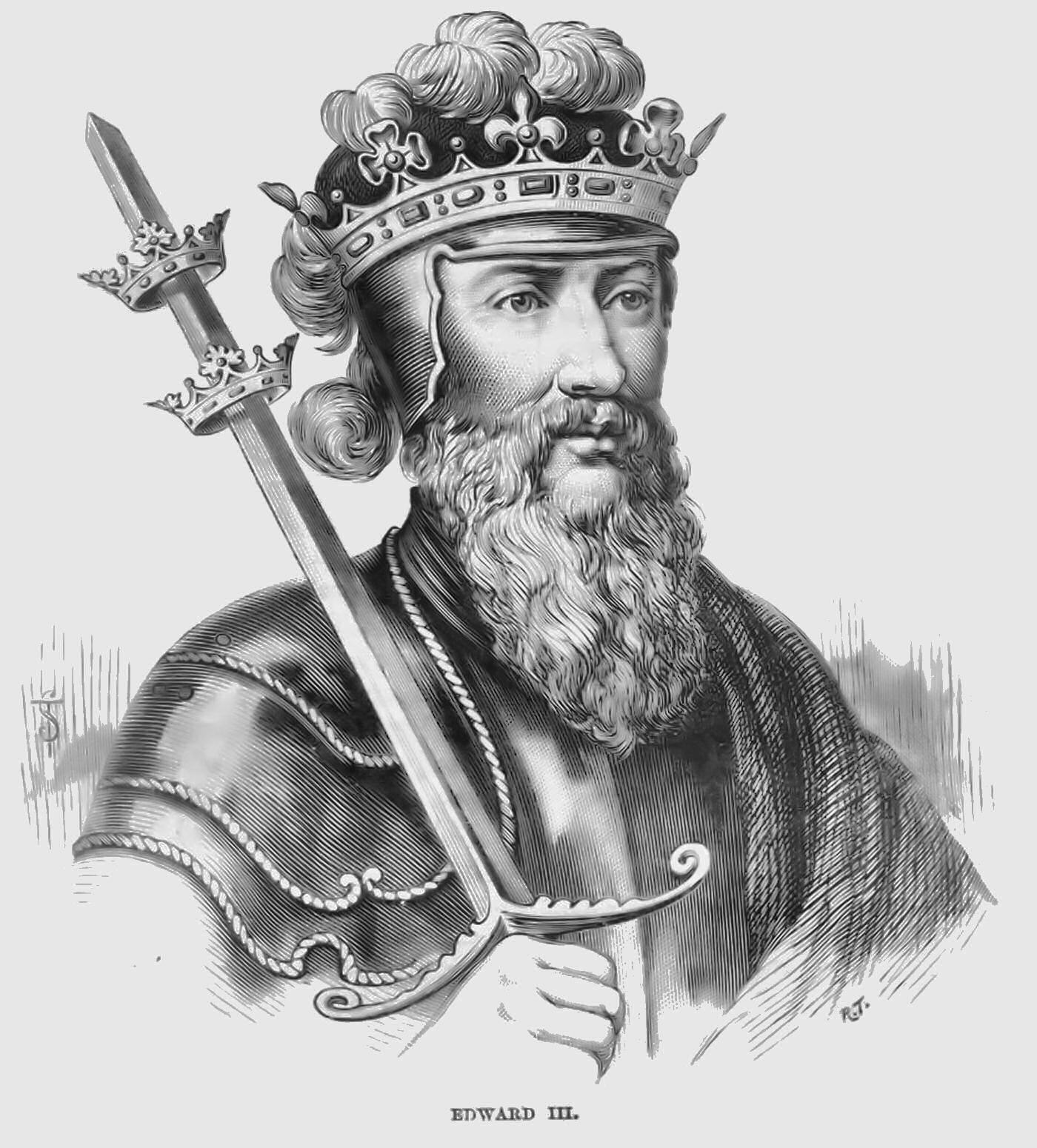
O rei Eduardo III da Inglaterra reivindicou o direito de ser rei da França e deu início a Guerra dos Cem Anos

Em fevereiro de 1328 morreu o rei Carlos IV. Eduardo III da Inglaterra tinha direitos ao reinado francês por ser sobrinho de Carlos, mas os nobres franceses preferiram Filipe de Valois, quem reinou com o nome de Felipe VI.
Em 1337, Filipe VI confiscou o ducado da Aquitânia. Isto acabou por desencadear um conflito aberto entre Inglaterra e França que viria a chamar-se Guerra dos Cem Anos. As primeiras vitórias foram para os ingleses, superiores militarmente: em 1340, na batalha naval de Sluys, em 1346 em Crécy e em 1347 em Calais. Esta cidade permaneceria no poder dos ingleses até 1558.
Em 1348, a Peste Negra atingiu a Inglaterra e matou possivelmente um terço da população. 
O filho de Eduardo (também chamado Eduardo e conhecido como "Príncipe Negro") lançou mão da tática da chevauchée ("cavalgada"), incursões profundas em território inimigo desprotegido; tornou-se famosa a chevauchée de Bordéus à costa francesa do Mediterrâneo, através do condado de Armagnac, entre 1355 e 1356. Em 1356 obteve uma grande vitória ante os franceses em Poitiers, fazendo prisioneiro a João II da França. Em 1360 Eduardo III assinou o Tratado de Brétigny, pelo qual o valor do resgate por João era reduzido, os ingleses passavam a dominar desde os Pirenéus até ao rio Loire e Eduardo III renunciava a seus direitos sobre a coroa francesa.
Os ingleses apoiaram o rei de Castela, Pedro I, na luta contra seu irmão Henrique II. Em 1369, Pedro foi assassinado por seu irmão. A herdeira de Pedro era sua filha Constança, que se casou com João de Gante, duque de Lencastre, filho de Eduardo III. Em 1372 a frota castelhana venceu a inglesa na Batalha de La Rochelle. Em 1369 os franceses voltaram a invadir a Aquitânia e em 1375 firmou-se uma trégua de dois anos em Bruges: a Inglaterra mantinha somente Calais e uma estreita franja desde Bordéus a Baiona. 
Em 1386 foi assinado o tratado de Windsor entre Portugal e Inglaterra. Mesmo no auge da guerra dos 100 anos Inglaterra mandou 200 arqueiros de elite para ajudar Portugal na sua crise dinástica. Foi neste momento na história onde se criou a mais antiga aliança do mundo ainda em vigor hoje em dia. 
O Príncipe Negro morreu em 1376. Eduardo III morreu em 1377. Subiu ao trono Ricardo II (1377-1399), filho do Príncipe Negro, aos dez anos de idade. Em 1381 instituiu-se um imposto para defender o país de uma potencial invasão francesa, o que causou uma revolta dos camponeses da zona mais rica da Inglaterra. Os rebeldes foram derrotados em 28 de junho em Billericay. Em 1396, Ricardo II assinou uma trégua com a França. Em 1399 morreu João de Gante, duque de Lancastre, imensamente rico. Ricardo II recusou-se a permitir que Henrique Bolingbroke, filho de João, recebesse a herança. Na ausência de Ricardo II, que comandava uma campanha militar na Irlanda, Bolingbroke retornou à Inglaterra e logrou obter apoio suficiente para ser aclamado rei, de nome Henrique IV. Ricardo II foi capturado e morreu em circunstâncias misteriosas. Henrique fundou a Casa de Lencastre. Até 1408, teve que fazer frente a várias revoltas da nobreza. Em 1407, ingleses e franceses firmaram uma nova trégua. 
Filho de Henrique IV, Henrique V (1413-1422) confirmou seus direitos ao trono francês e reativou a guerra. Em 1415 obteve a vitória de Azincourt e em 1417 tomou Caen. Em 1420 firmou-se o Tratado de Troyes, pelo qual Henrique se casaria com Catarina de Valois, filha do rei da França, e o filho resultante da união assumiria o trono francês. Porém Henrique V morreu antes do rei Carlos VI de França. Sob a regência de João, duque de Bedford, irmão de Henrique V, os ingleses chegaram em 1429 até Orleans. Sob a inspiração de uma camponesa da Lorena, Joana d'Arc, o filho de Carlos VI de França (o futuro Carlos VII) rompeu o cerco de Orleans, foi coroado rei da França em Reims e empreendeu uma campanha para tomar a Normandia e a Gasconha (entre 1449-1453). Em 1450 aniquilou o exército inglês em Fromigny. Em 1453 tomou Bordéus, recuperando toda França (salvo Calais,) e pondo fim à Guerra dos Cem Anos.

### Guerra das Rosas (1455-1487)

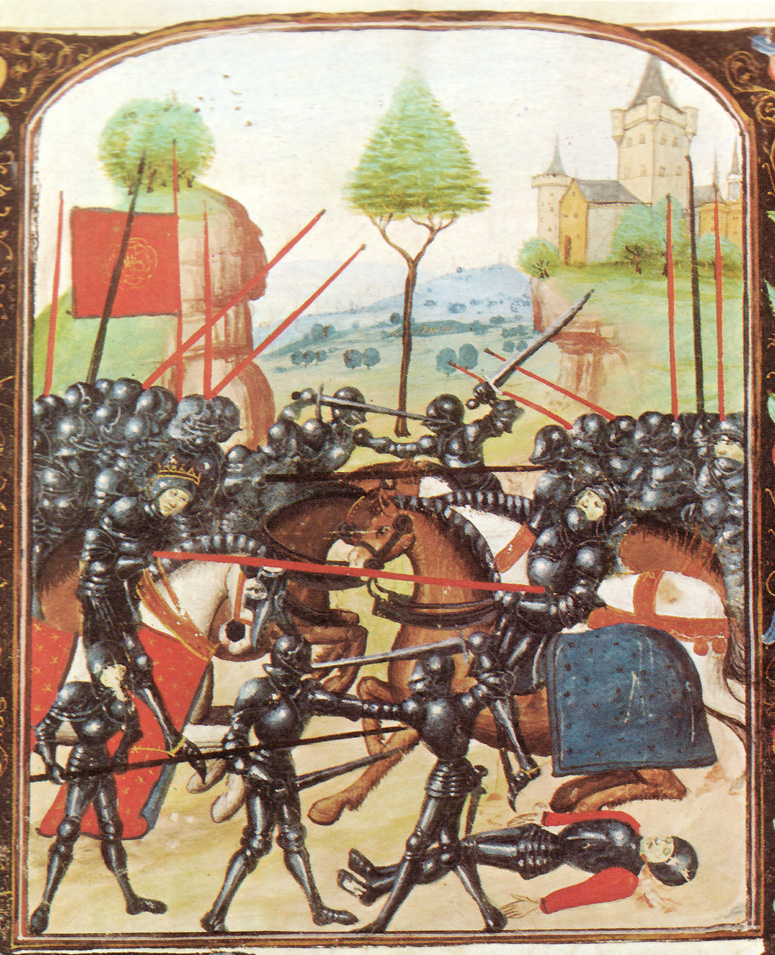
A Batalha de Barnet durante a Guerra das Rosas

A Guerra das Rosas (1455-1485) foi o conjunto de conflitos intermitentes que enfrentou aos membros e partidários da Casa de Lencastre (ou Lancaster) contra os da Casa de York, pretendentes ao trono da Inglaterra. Ambas famílias reais tinham origem comum na Casa Real, como descendentes do rei Eduardo III. O nome "Guerra das Duas Rosas" ou "Guerra das Rosas" não foi utilizado na sua época, mas procede dos emblemas de ambas casas reais. Por um lado estava a rosa vermelha dos Lencastre e pelo outro a rosa branca de York.
O antagonismo entre ambas casas começou quando o rei Ricardo II foi destronado por seu primo, Henrique Bolingbroke em 1399. Henrique era o quarto filho de João de Gante, quem por sua vez era o terceiro filho de Eduardo III. De acordo com a lei de sucessão inglesa, a coroa deveria recair nos descendentes masculinos de Leonel de Antuérpia. Com a morte de Bolingbroke, em 20 de março de 1413, assumiu a coroa seu filho Henrique V. Durante seu curto reinado, Henrique V teve que sufocar uma revolta liderada pelo neto de Henrique III, Ricardo de Conisburgh, Conde de Cambridge. A esposa de Ricardo de Conisburgh, Ana Mortimer, reclamou seus direitos sobre a coroa, já que era filha de Roger Mortimer e, portanto, descendente de Leonel de Antuérpia. Henrique V morreu em 1422, e Ricardo, duque de York e filho de Ana Mortimer, se propôs a desafiar ao novo rei, o frágil Henrique VI.
Durante o governo de Henrique VI perdeu-se virtualmente todas as possessões inglesas no continente europeu (principalmente na França com um armistício e devolução das terras em Anjou e Maine em troca do casamento do Rei Henrique VI e a princesa Margarida de Anjou), incluídas as terras ganhadas por Henrique V. Para piorar, Henrique VI sofria de uma enfermidade mental emergente. Por isso tudo muitos o consideravam incapaz de governar e a Casa de York fortaleceu sua pretensão sobre a coroa. O crescente descontentamento civil, somado à multiplicação de nobres com exércitos privados e a corrupção da corte de Henrique VI, formaram o clima político ideal para a guerra civil.
Quando, em 1453, o rei padeceu em um primeiro episódio grave de sua enfermidade, estabeleceu-se um Conselho de Regência encabeçado por Ricardo de York que começou de imediato sua campanha de pretensão ao trono mas a recuperação de Henrique VI, em 1455, frustrou as ambições de Ricardo, quem foi despedido rapidamente da corte pela esposa do rei, Margarida de Anjou. O poder da rainha crescia cada vez mais e o que fez com que ela fizesse várias alianças com nobres contra Ricardo, com a finalidade de reduzir sua influência. A crescente frustração de Ricardo e a agressividade da rainha levaram finalmente a ações armadas, dando lugar à Primeira Batalha de Sant Albans. Após a derrota das forças de Lencastre, York e seus aliados reconquistaram suas posições de influência. Por um tempo, ambos os lados se sentindo impressionados pela batalha em campo, realizaram esforços para alcançar uma reconciliação. Entretanto, com um novo ataque de demência do rei, o Duque de York foi designado como seu Lord Protetor e a rainha Margarida acabou ficando em uma posição secundária. A tensão voltou quando emergiu novamente o assunto sucessório.
Em 1460 foi feita a Ata de Acordo onde o filho de Henrique VI foi deserdado e Ricardo considerado sucessor do rei. Este acordo não foi aceite pelos Lencastre, que se reuniram sob o comando da rainha Margarida e pelo Príncipe Eduardo, formando um grande exército. O Duque de York foi morto na Batalha de Wakefield. Com a morte de Ricardo, seu filho tornou-se herdeiro ao trono. A batalha pelo trono recomeçou com o filho do Duque de York, Eduardo, de um lado e a rainha Margarida de outro. 
Com o apoio das forças de Warwick, Eduardo entrou com seu exército em Londres e foram aclamados pela multidão. Uma vez consolidada a situação na capital, o exército de Iorque e Warwick dirigiram-se ao norte, com suas forças e toparam com o exército da rainha no povoado de Towton. A Batalha de Towton converteu-se na mais sangrenta da Guerra das Rosas. Eduardo ganhou esta batalha decisiva enquanto os Lencastre eram dizimados, com a maioria de seus líderes mortos.

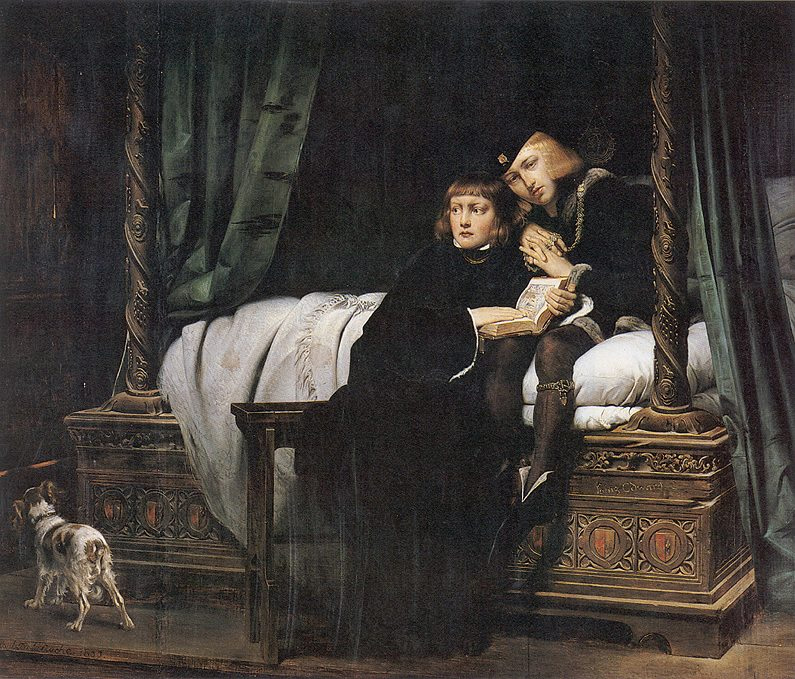
Os príncipes da Torre

A coroação oficial de Eduardo IV teve lugar em junho de 1461. Eduardo pôde governar em relativa paz por mais de dez anos. O período que compreende os anos 1467 e 1470 esteve marcado pela rápida deterioração da relação entre o rei Eduardo IV e Ricardo Neville, Conde de Warwick. Em 1471, Eduardo derrotou Warwick na Batalha de Barnet e neste mesmo ano, destruiu a todas as forças de Lencastre na Batalha de Tewkesbury, dando morte a Eduardo de Westminster, filho Henrique VI. Eduardo IV morreu repentinamente em 1483 seu herdeiro ao trono, Eduardo V, tinha então somente doze anos, e havia sido criado e educado sob os cuidados de Anthony Woodville. Isto significava que estava sob uma ameaça dos anti-Woodville, que acabaram forçando a designação de Ricardo, Duque de Gloucester como Lord Protetor do pequeno rei. O Duque de Gloucester reivindicou o trono e capturou o jovem rei e seu irmão e os prendeu na Torre de Londres. Gloucester se converteu no rei Ricardo III. Os dois meninos encarcerados, conhecidos como os "Príncipes da Torre" desapareceram e foram possivelmente assassinados, ainda que se discuta pela mão e ordem de quem até os dias de hoje.

## Dinastia Tudor

### Henrique VII
Em 1483, o futuro rei Henrique uniu-se a seu primo, Henrique Stafford, duque de Buckingham contra Ricardo III; entretanto a vitória deste último forçou a Henrique a fugir da Inglaterra precipitadamente. Em 1485, depois de receber apoio financeiro do duque da Bretanha, Henrique lançou uma nova rebelião. Em 22 de agosto de 1485, o rei Ricardo III foi morto e seu exército derrotado na batalha de Bosworth e Henrique se converteu no rei Henrique VII acabando com a guerra das Rosas e dando início a Dinastia Tudor. Henrique VII não foi um rei popular, utilizou ao máximo os impostos já existentes, inclusive aqueles que já haviam caído em desuso. Para melhorar suas finanças também se apropriou das terras daqueles nobres falecidos durante a guerra das Rosas. Henrique VII morreu em 21 de abril de 1509 seu filho se tornou rei Henrique VIII pacificamente.

### Henrique VIII
Henrique VIII, segundo rei da dinastia Tudor, subiu ao trono em 1509. Seu irmão mais velho, Artur, casou-se com Catarina de Aragão, mas Artur contraiu uma infecção e morreu. Em consequência, aos onze anos de idade, Henrique herdou o direito ao trono. O rei Henrique VII, ansioso por manter a aliança marital entre Inglaterra e Espanha conseguiu a permissão papal para casar Henrique VIII com a viúva de seu irmão.

O Rei Henrique VIII

Durante os dois anos posteriores à ascensão de Henrique VIII, o bispo de Winchester, Richard Fox, junto a William Warham, controlou os assuntos do Estado. De 1511 em diante, o poder real foi ostentado por Thomas Wolsey. Em 1511 Henrique VIII se uniu à Liga Católica, formada por dirigentes europeus opostos ao rei Luis XII. A Liga incluía figuras como o Papa Júlio II, o Imperador do Sacro Império Romano Maximiliano I, e o rei Fernando II da Espanha. 
Henrique VIII tinha o desejo de ter um herdeiro do sexo masculino, o que a rainha Catarina não conseguiu lhe dar. Em 1526, Henrique VIII ficou motivado a separar-se de Catarina não só pelo fato dela não poder lhe dar mais filhos, mas também porque sentia-se muito atraído por Ana Bolena, irmã de Maria Bolena (uma de suas amantes). Sem informar ao cardeal Wolsey, Henrique VIII apelou diretamente à Santa Sé. Enviou seu secretário William Knight a Roma para arguir que a Bula de Júlio II (Bula pela qual se permitiu o matrimônio entre Henrique VIII e Catarina de Aragão) fosse anulada e pedia que o papa Clemente VII lhe desse a permissão de casar-se com qualquer mulher; esta permissão era necessária, já que Henrique VIII havia previamente tido relações com a irmã de Ana Bolena, Mary. O Papa Clemente VII era praticamente prisioneiro do Imperador Carlos V (sobrinho de Catarina) e não esteve de acordo com o pedido de Henrique VIII. 
Irritado com o cardeal Wolsey pela demora na resolução da Questão, Henrique VIII o despojou de seu poder e riqueza. Com o Cardeal Wolsey caíram outros poderosos membros da Igreja inglesa. O poder então passou a Sir Tomás Moro como novo Lord Chanceler, a Thomas Cranmer como novo arcebispo de Cantuária e a Thomas Cromwell como primeiro conde de Essex e Secretário de Estado da Inglaterra. Em 25 de janeiro de 1533, o rei casou-se com Ana Bolena. Em maio, anunciou a anulação do seu matrimônio. A Princesa Mary (filha de Henrique VIII e Catarina) foi rebaixada a filha ilegítima, e substituída como herdeira por Isabel. 
O Papa respondeu a estes acontecimentos excomungando a Henrique VIII em julho de 1533. Seguiu uma agitação religiosa, urdida por Thomas Cromwell, o parlamento aprovou várias atas que selaram o rompimento com Roma. Em 1534, a Ato de Supremacia declarava que "o Rei é a única cabeça suprema na terra da Igreja da Inglaterra". A oposição às políticas religiosas de Henrique VIII foi rapidamente suprimida, vários monges dissidentes foram torturados e executados inclusive Thomas More. Em 1536, a rainha Ana começou a perder o favor do rei, depois do nascimento da princesa Isabel, Ana teve dois abortos e enquanto isso, Henrique começava a prestar atenção em outra mulher, Jane Seymour. Por isso, Ana Bolena foi acusada de traição e tentativa de assassinato do rei, foi condenada e decapitada. Pouco após a morte de Ana, Henrique VIII se casou com Jane Seymour, que deu à luz seu único filho homem, o príncipe Eduardo em 1537. Jane morreria logo depois e Henrique VIII se casaria ainda mais três vezes. 
Henrique VIII gerou três filhos – todos subiriam ao trono. O primeiro a reinar foi Eduardo VI a partir de 1547, com seu tio, Eduardo Seymour, Duque de Sommerset, na qualidade de Protetor e com grande parte dos poderes do monarca. Eduardo foi afastado do poder por João Dudley. Após a morte de Eduardo VI por tuberculose em 1553, Dudley planejou colocar Joana Grey no trono e casá-la com seu filho, mas o golpe falhou e Maria I, filha de Henrique VIII, assumiu a coroa. Maria era uma católica devota e procurou impor o retorno do Catolicismo ao país. Sob suas ordens, diversos protestantes foram queimados na fogueira, o que lhe valeu o apelido de "Bloody Mary" (ou "Maria Sangüinária"). Casou-se com Filipe II da Espanha. As perseguições, a presença dos espanhóis em solo britânico e a perda de Calais, o último território inglês no continente, fizeram com que Maria se tornasse impopular.

### Rainha Isabel I

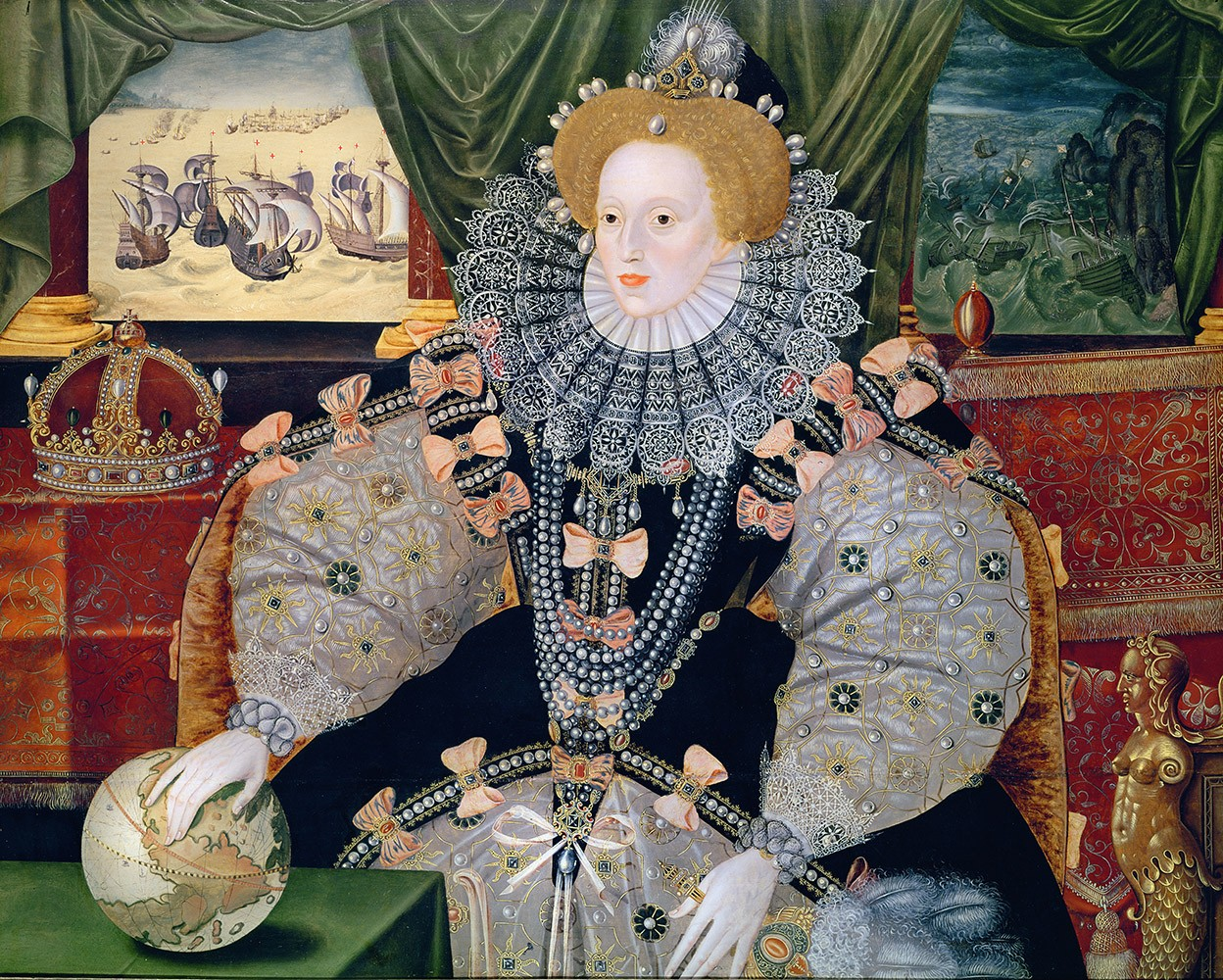
Isabel I da Inglaterra, no "retrato da Armada" (c. 1588), comemorativo da vitória inglesa sobre a Invencível Armada

A Rainha Isabel (conhecida em vários países como Rainha Elizabeth I) teve em seu início de reinado problemas com a Escócia e França. A rainha da Escócia, Maria Stuart, prima de Isabel, estava casada com Francisco II da França. Francisco II apoiou as pretensões de sua mulher Maria Stuart ao trono inglês, enquanto que a mãe desta última, Maria de Guise permitiu a presença das tropas francesas nas bases escocesas. Rodeados pela ameaça francesa, Isabel e Felipe II da Espanha se viram forçados a unir forças. Graças à mediação de Felipe II, a Inglaterra assinou um tratado de paz em 1559, no qual Isabel renunciou à soberania inglesa na França, Calais, enquanto que a França se comprometia a retirar seu apoio às pretensões de Maria Stuart ao trono inglês. 
Em 1559, Isabel apoiou a revolução de John Knox, líder protestante escocês, que buscava eliminar a influência católica na Escócia, isso reacendeu seu conflito com sua prima. Em 1560 representantes de Maria Stuart assinaram o Tratado de Edimburgo, eliminando a influência francesa na Escócia. Depois das vitórias na Escócia e a desafortunada intervenção na França, desapareceram os únicos elementos comuns da política exterior de Isabel e Felipe II, o que se traduziu em uma contínua queda das relações entre ambos os países.
Já no início de seu reinado havia um debate sobre quem teria que ser o esposo da rainha Isabel. Sem filhos, Isabel teria duas herdeiras lógicas: Maria Stuart e Catherine Grey. Isabel tinha uma aversão tanto por Maria, por seus enfrentamentos anteriores e seu catolicismo, como por Catherine, que havia se casado sem sua permissão real. 
Em 1568, Isabel se sentiu ameaçada pela duríssima repressão do Duque de Alba das revoltas protestantes na Holanda e pelo ataque de Felipe II da Espanha contra os barcos de Francis Drake e John Hawkins. Em 1571, um plano para colocar Maria Stuart no trono, com apoio da Espanha, para restaurar o catolicismo, foi descoberto e seus idealizadores executados. Uma nova conspiração católica contra Isabel que pretendia assassinar a rainha e coroar Maria Stuart foi descoberta em 1586 e terminou com a execução da prima de Isabel. 
Felipe II da Espanha começou a preparar uma invasão a Inglaterra enquanto a Rainha Isabel se preparava para se defender. Em 1587, Francis Drake atacou com êxito Cádis, destruindo vários barcos e atrasando até 1588 a famosa Invencível Armada. Entretanto, esta Invencível Armada viu frustrado o seu propósito pela resistência inglesa, pelo bloqueio holandês e pelo mau tempo. 
Enquanto guerreava contra Espanha, Isabel teve que enfrentar a uma nova rebelião na Irlanda, a Guerra dos Nove Anos (1594-1603), onde Red Hugh O'Donnell e Hugh O'Neill se levantaram contra a colonização inglesa.

## As revoluções doséculo XVII(1603–1707)

### Jaime I (1603 - 1625)
Durante os últimos anos de Isabel I, certos políticos ingleses, em especial Robert Cecil, o principal ministro e conselheiro da rainha mantiveram correspondência secreta com o rei da Escócia para preparar sua sucessão ao trono inglês. Com a morte de Isabel I, Jaime VI da Escócia foi proclamado o novo rei como Jaime I da Inglaterra. Já no início de seu reinado, ele teve de enfrentar conflitos religiosos na Inglaterra. Em 1604, na Conferência de Hampton Court, Jaime I aceitou a petição da tradução da Bíblia, que veio a ser conhecida como "a versão do Rei Jaime I". Neste mesmo ano, terminou com a guerra de vinte anos com a Espanha, conhecida como a Guerra anglo-espanhola, assinando o Tratado de Londres. Mesmo tendo cuidado em aceitar os católicos em seu reino, em 1605, um grupo de extremistas católicos conduzidos por Roberto Catesby desenvolveu um plano conhecido como o Conspiração da Pólvora, que consistia em explodir a Câmara dos Lordes no Parlamento e substituir Jaime I por sua filha Isabel. Descobertos, os católicos conspiradores foram julgados culpados e executados.

### Carlos I (1625- 1642)
O rei Carlos I enfrentou a Espanha na Guerra dos Trinta Anos. Fracassou em seu ataque a Cádis e em seu intento de liberar aos huguenotes franceses. Em 1628 Carlos pediu dinheiro ao Parlamento, que em troca redatou a Petição de Direito contra a prisão arbitrária. Carlos fingiu aceitar a petição, mas deixou de respeitá-la e dissolveu o Parlamento em 1629. Começaram então os onze anos de governo absolutista. Em 1629, Carlos assinou a paz com a França e em 1630 a paz com a Espanha. 

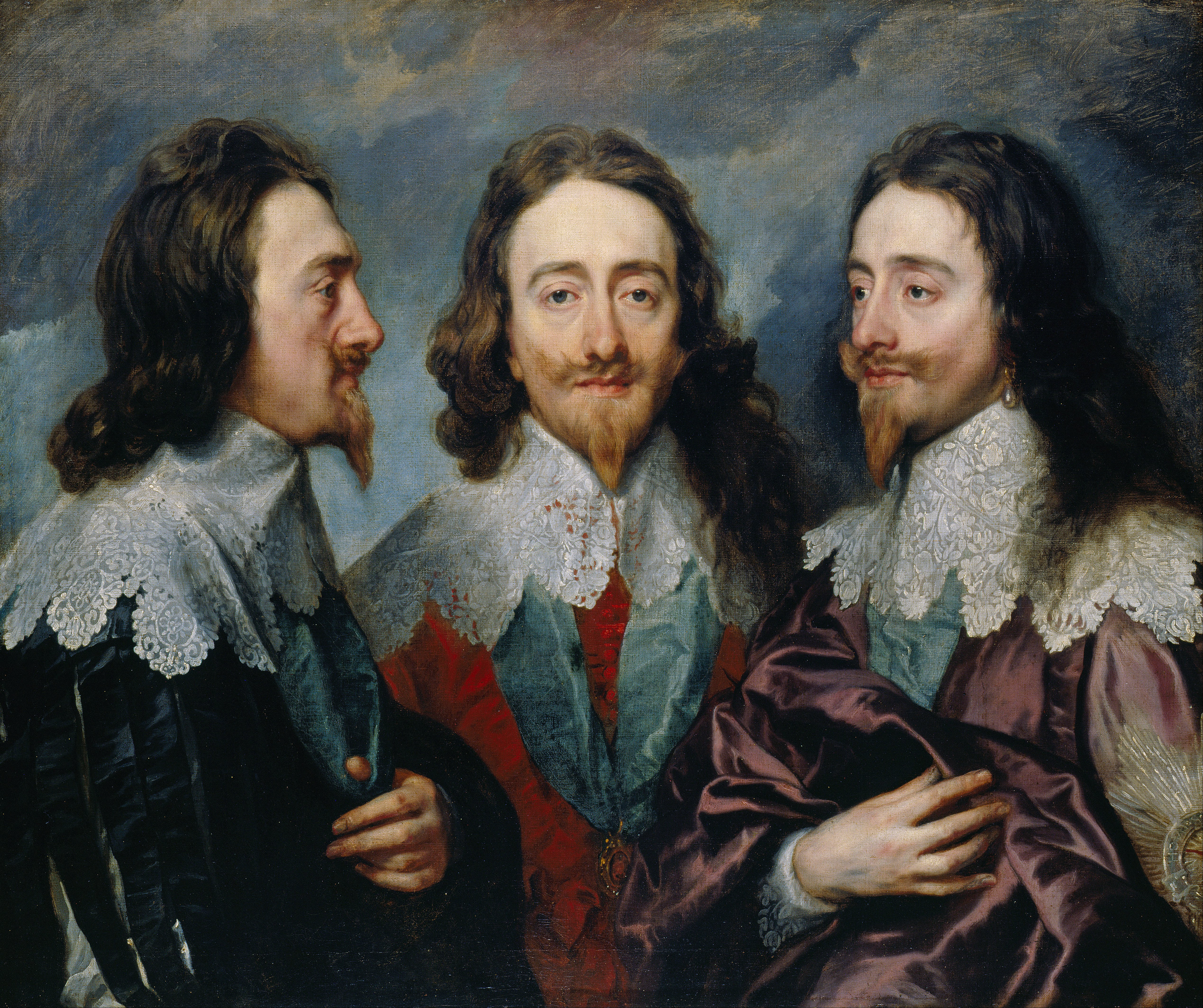
A imagem do Rei Carlos I vista por três diferentes ângulos pintada por van Dyck

Mas sua política religiosa desagradava a seus súditos: seu apoio ao anglicanismo frente ao calvinismo, muitos viam uma restauração do papado. Na Escócia tentou-se impor a Igreja presbiteriana. Em 1638 os escoceses formaram uma Aliança Nacional e Carlos enviou um exército contra ela. Era o começo da chamada Guerras dos três reinos, uma sucessão de conflitos que aconteceram na Escócia, Irlanda e Inglaterra até 1651, entre os quais se incluem a Guerra Civil Inglesa com suas três fases.
No início das Guerras dos Bispos (1639-1649), Carlos não conseguiu formar um exército com garantias e se viu obrigado a firmar a paz em 1639. Em 1640 sofreu uma derrota e os escoceses invadiram a Inglaterra, vencendo em Newcastle e ocupando a zona norte oriental do país. Em novembro de 1640, Carlos, sem dinheiro, convocou ao Parlamento e, em 1641, chegou a um acordo pacífico com os escoceses.
Em outubro de 1641, produziu-se uma nova rebelião na Irlanda. Muitos protestantes foram assassinados. Os católicos ingleses apoiaram os irlandeses. A Confederação Católica, com seu próprio Parlamento, esteve liderada por Owen Roe O’Neill. O Parlamento temeu que Carlos utilizasse o exército formado para sufocar a rebelião contra seus próprios súditos. A Grande Protesta exigiu a nomeação de ministros com a confiança do Parlamento, a permissão das práticas calvinistas e a supervisão por parte do Parlamento do exército destinado a Irlanda. Carlos negou a solicitação e, em 3 de janeiro de 1642, enviou o Fiscal Geral do Estado à Câmara dos Lordes para pesar um processo por alta traição a vários Comuns. A tentativa, precipitou a guerra civil: em Londres se produziram manifestações.

### Primeira Guerra Civil (1642 -1649)
Foi uma guerra de assédios e escaramuças e não de grandes batalhas. O Parlamento contava com vantagem por dispor dos recursos humanos e econômicos de Londres e com a ajuda de 20.000 escoceses. Em 25 de outubro de 1642 teve lugar a batalha de Edgehill. Carlos teve oportunidade de tomar Londres, mas retirou-se incompreensivelmente. Na primavera de 1643 os realistas desfrutaram de várias vitórias, mas esgotada a munição, Carlos retrocedeu. O inverno trouxe consigo um estancamento.
Antes de sua morte ao final de 1643, o líder do Parlamento Pym, firmou a Solene Liga e Aliança, pela qual os escoceses colaboraram com 20.000 homens em troca de uma reforma religiosa na Escócia de acordo com os princípios presbiterianos.
Em julho de 1644, teve lugar a maior batalha da guerra em Marston Moor, com vitória dos parlamentaristas, que ocuparam depois York e asseguraram o controle do norte. As disputas entre os generais parlamentaristas impediram acabar com a guerra. Em setembro, os realistas tomaram a Cornualha. Depois da batalha de Newbury, os dois exércitos ficaram exaustos.
Para resolver as lutas internas entre os generais parlamentaristas, ditou-se a Ordenança Auto-excludente, pela qual os membros do Parlamento não podiam exercer autoridade militar com exceção de Oliver Cromwell. As tropas foram reunidas no Novo Exército Modelo, comandado por Sir Thomas Fairfax. Carlos viu-se obrigado a retroceder até o norte, mas em julho de 1645, na batalha de Naseby, a vitória realista desequilibrou definitivamente a guerra.
Em 1644 e 1645 os católicos escoceses, ajudados pelos irlandeses, conseguiram espetaculares vitórias na Escócia, mas em setembro de 1645 foram esmagados pela Aliança. Carlos rendeu-se aos escoceses em maio de 1646.

### Segunda Guerra Civil/Execução de Carlos I (1646 - 1649)
O Parlamento estava dividido em episcopais, presbiterianos e independentes. Os episcopais tinham a maioria e pretendiam uma organização religiosa hierarquizada, encabeçada pelos bispos. Os presbiterianos desejavam organizar uma Igreja da Inglaterra governada desde as bases, a partir das congregações, com um papel importante para os laicos. Os independentes opunham-se aos presbiterianos.

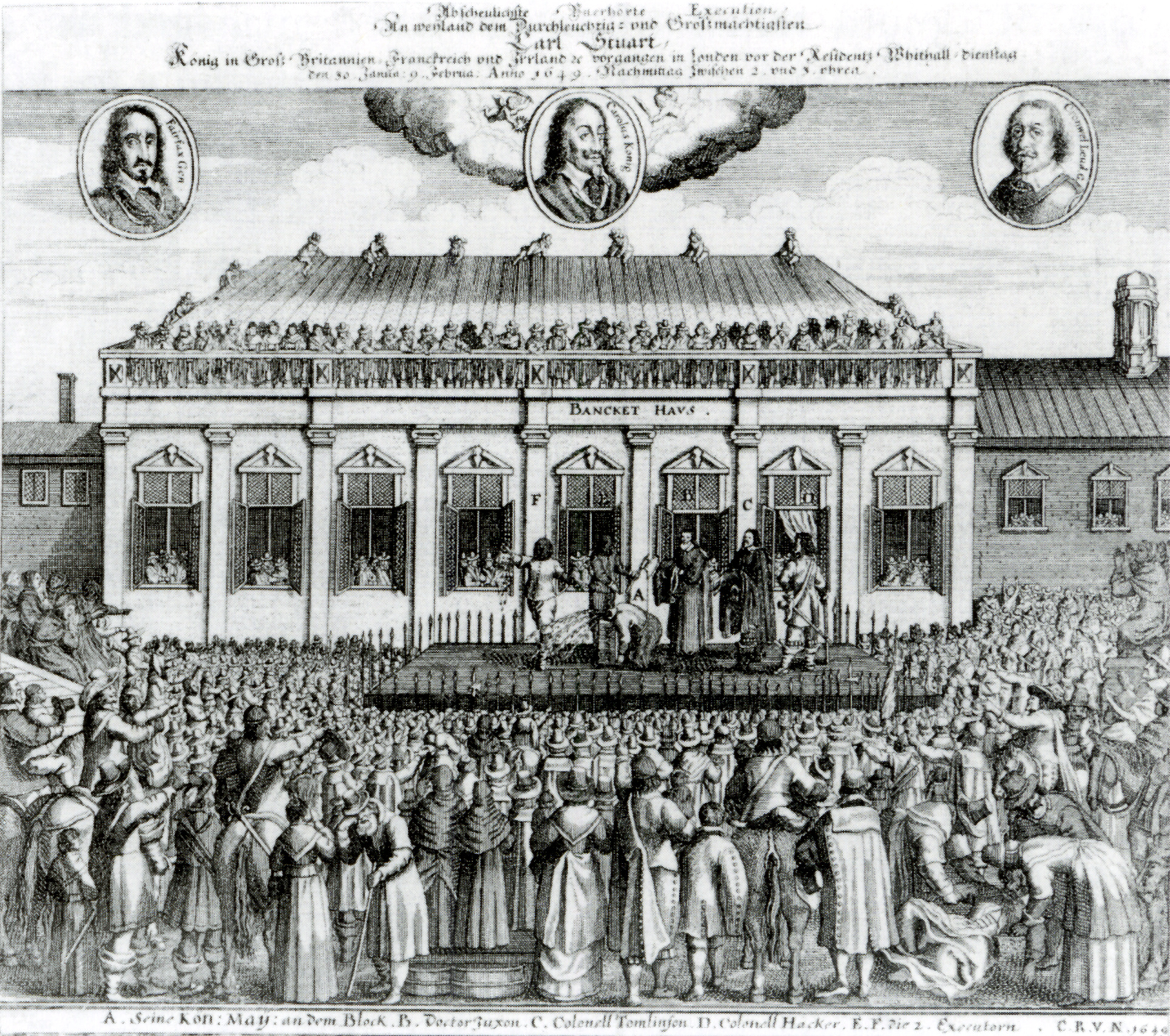
Gravura alemã com a decapitação do Rei Carlos I

Em 1646 se reformou a Igreja da Inglaterra de acordo com os princípios presbiterianos, segundo os quais havia acordado o Parlamento com os escoceses, mas o povo seguiu praticando os ritos anglicanos que conhecia.
O povo reclamou a redução de impostos e a desmobilização do Exército, no que foi penetrando um movimento radical, que se opôs à arbitrariedade do Parlamento e aos presbiterianos.
Em dezembro de 1646 a City de Londres solicitou ao Parlamento a dissolução do Exército. Em fevereiro e março de 1647 reduziram-se as atribuições do Exército. Quando o Parlamento pretendeu desmantelar a infantaria, o Exército tomou a iniciativa. Oliver Cromwell elegeu-se o líder dos militares. Em agosto de 1647, o Exército apresentou ao Rei um Catálogo de Propostas, que foi rechaçado.
Em novembro de 1647, Carlos I fugiu. Em dezembro firmou um compromisso com os escoceses, no qual aceitava estabelecer o presbiterianismo na Inglaterra em troca de ajuda militar. Entre abril-junho de 1648 aconteceram as sublevações contra o Parlamento na Inglaterra, mas foram controladas pelo Exército. Cromwell derrotou os escoceses em julho e invadiu a Escócia.
Um pequeno grupo do exército estava convencido da impossibilidade de chegar a um acordo com Carlos I, mas o Parlamento era partidário de negociar. O golpe militar instigado por Cromwell, organizado pelo general Ireton e levado a cabo pelo coronel Thomas Pride purgou o Parlamento, de modo que só sobraram alguns membros, no que se conhece como o Parlamento Residual ou Rump.
O Rump nomeou um Tribunal que acusou Carlos I de traidor e este foi decapitado em 30 de janeiro de 1649. O Rump aboliu a monarquia e eliminou a Câmara dos Lordes, declarando a Inglaterra como Commonwealth.

### A República
Com a monarquia abolida, Oliver Cromwell assumiu a chefia de Estado com o título de Lord Protector. Em 1650, Cromwell atacou a Escócia e depois da vitória, ocupou Edimburgo e Glasgow. Em 1651 Cromwell e Lambert derrotaram aos restos do exército realista em Worcester. A união efetiva com a Escócia realizou-se em 1654.
Em 1651, aprovou-se a Lei de Navegação para cortar o comércio holandês com a América do Norte. Começou então a Primeira Guerra Anglo Holandesa (1652-1654). Em 1652, Blake foi derrotado pelo holandês Tromp, mas em 1653 venceu em Portland e Beachy Head. Com os barcos holandeses capturados, a Inglaterra pode duplicar as cifras de seu comércio.
O Rump, o Parlamento Residual, era muito impopular no Exército e em todo país. Cromwell não conseguiu as reformas que pretendia e dissolveu o Rump em 20 de abril de 1653.
Finalizada a guerra contra Holanda, Cromwell atacou as colônias da Espanha no Caribe. Na Jamaica as baixas foram grandes e o intento foi considerado um grande fracasso. Cromwell governou de maneira arbitrária, encarcerando gente sem julgamento prévio. Depois de fracassar no intento de financiar a guerra contra Espanha, dissolveu o Parlamento.
Antes de morrer em 1658, Cromwell nomeou seu filho, Richard Cromwell seu sucessor. Com Richard, o caos político e económico tomou conta do país. No inverno de 1659-1660, todos foram se convencendo de que a restauração da monarquia era o único modo de conseguir a estabilidade. Richard Cromwell era incapaz de sustentar o governo. Em 1660, a República desmoronou-se.

### Carlos II (1660 - 1685)
Desde 1663 as colônias inglesas só podiam importar bens europeus pela Inglaterra e em barcos ingleses. Em 1664 os ingleses tomaram Nova Amsterdã, chamando-a de Nova York. Em 1665 Jaime, duque de York e irmão de Carlos, derrotou à esquadra holandesa em Lowestoft. Em junho de 1666 a Batalha dos Quatro Dias trouxe enormes perdas para ingleses e holandeses. Neste mesmo ano Londres se viu atacada pela peste, que matou 56.000 pessoas. Seguiu-se o grande incêndio de Londres. A Coroa viu-se na bancarrota. Carlos II começou as negociações de paz com os holandeses em maio de 1667 e a guerra foi concluída com o Tratado de Breda.
Quando Luis XIV invadiu os territórios espanhóis nos Países Baixos, a Inglaterra aliou-se com os holandeses. Mas Carlos II e Luís firmaram o Tratado de Dover. Carlos II recebia um subsídio anual enquanto durara a guerra. Nas cláusulas secretas, Carlos II se comprometeu a permitir o catolicismo. Carlos declarou guerra aos holandeses e assinou a Declaração de Indulgência que permitia os ritos católicos em privado.
Em março de 1672 o Parlamento obrigou a Carlos a cancelar a Declaração e aprovou a Lei de Prova, pela qual todos os que ocupavam um posto oficial deveriam comungar de acordo com a Igreja da Inglaterra. O Parlamento negou-se a conceder mais dinheiro para a guerra e Carlos II firmou a paz com os holandeses em 1674. Carlos II converteu-se ao catolicismo em seu leito de morte.

### Jaime II (1685 - 1689)
Jaime II não teve problemas para ascender ao trono, depois de prometer governar respeitando a legislação e manter a independência da Igreja da Inglaterra. Era católico zeloso e procurou que os católicos romanos pudessem celebrar sua liturgia abertamente e que pudessem participar na vida política. Sua filha Maria, de religião protestante e casada com o calvinista holandês Guilherme de Orange, era sua herdeira.
Em junho de 1685, Jaime Scott, duque de Monmouth, filho bastardo de Carlos I, invadiu a Inglaterra. Reuniu um exército de 3.000 soldados inexperientes, e tentou um ataque surpresa sobre Sedgemoor (Somerset). Depois da derrota, foi executado. Esta foi a última rebelião popular na Inglaterra, famosa pela sangrenta repressão. Foram condenados à morte 300 rebeldes e muitos mais foram deportados.
Jaime II pretendeu suprimir o Ato de Prova, mas o Parlamento não o admitiu. Então, recorreu a sua prerrogativa para eximir a alguns indivíduos das leis penais. Substituiu a metade dos juízes e a 250 juízes de paz por católicos, integrou quatro católicos em seu Conselho Privado e nomeou oficiais católicos no exército. 
Em abril de 1688, Jaime II promulgou a Declaração de Indulgência, pela qual se suprimiram as leis penais contra os católicos e os dissidentes. Em 10 de junho, a rainha Maria deu à luz Jaime Francisco Eduardo Stuart, abrindo assim a possibilidade de uma sucessão católica.
Líderes protestantes escreveram a Guilherme de Orange oferecendo-lhe seu apoio se invadisse a Inglaterra. Desembarcou em Devon com 20.000 homens e 500 barcos. O exército profissional de Jaime II era também de 20.000 homens e contava além disso com uma milícia de similar número. Jaime II mudou-se para Salisbury onde enlouqueceu. John Churchill e o duque de Grafton passaram as forças de Guilherme. Jaime II fugiu para a França. Esse período ficou conhecido pela Revolução Gloriosa, o derrocamento de Jaime II pela união do Parlamento com Guilherme de Orange.

### Maria II e Guilherme de Orange (1689 - 1702)
Maria II, protestante, subiu ao trono depois da Revolução Gloriosa, que deu lugar à deposição de seu pai, o rei católico Jaime II. Maria reinou em comum com seu marido e primo, Guilherme III, príncipe de Orange, que se converteu no governante depois da morte dela em 1694. As histórias populares conhecem geralmente o reinado comum como o de "Guilherme e Maria". 
Guilherme de Orange esteve ausente do reino por longos períodos durante sua guerra com a França. Enquanto Guilherme III estava ausente batalhando, Maria II governou em seu lugar, mas sempre seguindo seus conselhos. Cada vez que ele voltava a Inglaterra, Maria II ficava de lado e lhe dava o poder exclusivo. 
Ainda que a maioria na Inglaterra aceitasse a Guilherme como soberano, ele enfrentou a uma oposição considerável na Escócia e Irlanda. O Jacobitismo escocês - que só aceitava Jaime II como o legítimo soberano- obteve uma vitória impressionante em 27 de julho de 1689 na batalha de Killiecrankie. 
A reputação de Guilherme se viu afetada pelo massacre de Glencoe (1692), no qual centenas de escoceses foram assassinados por não prometer corretamente sua lealdade aos novos reis. Para tratar de atrair a opinião pública, Guilherme III despediu os responsáveis pelo massacre.
Na Irlanda, onde os franceses ajudaram aos rebeldes, a luta continuou por muito mais tempo, mesmo quando Jaime II teve que fugir da ilha depois da batalha del Boyne (1690). Em 1697), Luís XIV da França reconheceu Guilherme III como rei da Inglaterra, e prometeu não dar mais nenhuma outra ajuda a Jaime II. Assim sem apoio francês, os jacobistas não voltaram a ser mais uma ameaça séria durante o resto do reinado de Guilherme III.

### A Rainha Ana e a união com a Escócia (1702 - 1707)
Ana I foi rainha da Inglaterra, Escócia e Irlanda de 8 de março de 1702 até sua morte. Em 1 de maio de 1707, Inglaterra e Escócia se juntaram em um só reino, pelo que Ana se converteu na primeira soberana da Grã-Bretanha unificada. Foi a última soberana britânica da casa de Stuart.
O Ato de União de 1707 formalizou a extinção dos Reinos da Inglaterra e da Escócia, a criação do Reino Unido da Grã-Bretanha e a união dos parlamentos inglês e escocês no Parlamento britânico (o País de Gales já havia sido assimilado no Ato de União de 1536 por Henrique VIII). 
A Inglaterra passou a fazer parte do Reino Unido da Grã-Bretanha a partir de 1707, e do Reino Unido da Grã-Bretanha e Irlanda a partir de 1801.